# Stade Helvétique Marseille
Stade Helvétique de Marseille (kurz SH) war ein französischer Fußballverein aus Marseille, der Hauptstadt des Départements Bouches-du-Rhône.
Gegründet wurde der Turnsportverein 1884 unter dem Namen La Suisse Marseille von Schweizern, die sich aus beruflichen oder privaten Gründen in der Handelsstadt am Mittelmeer niedergelassen hatten. Die Fußballabteilung kam 1904 dazu und der Name Stade Helvétique wurde sogar erst 1907 angenommen. Obwohl er bereits seit 1916 nicht mehr existiert, gehört der Verein zu den bemerkenswerten, weil für das Verständnis der Frühzeit des Fußballs in Frankreich typischen Klubs.
Die Ligamannschaft spielte im Stade de l'Huveaune, das Platz für 12.000 Zuschauer bot.

## Frankreichs fußballerische Landkarte um 1905
Stade Helvétique trat nach seiner Gründung dem ältesten und mitgliederstärksten Fußballverband jener Jahre, der Union des sociétés françaises de sports athlétiques (USFSA), bei, der seit 1898 einen Championnat de France genannten Landesmeisterwettbewerb durchführte. Diesen Wettbewerb dominierten vor dem Ersten Weltkrieg bis etwa 1910 die Fußballer aus dem Kohlerevier in Frankreichs äußerstem Norden (Olympique Lille, RC Roubaix und US Tourcoing), aus Paris (Standard AC, Racing Club de France und Club Français) sowie von der Küste des Ärmelkanals (Le Havre AC, FC Rouen).

## Der Aufstieg aus dem Nichts
Die „Mittelmeer-Schweizer“ hingegen konnten in ihren ersten Partien oft nur sieben bis neun Spieler aufbieten. Erst 1906 gelang ihnen der Aufstieg in die Südküsten-Staffel der höchsten Spielklasse, wo sie in Marseille selbst, aber auch in Nîmes, Cette und Montpellier auf bereits relativ arrivierte Konkurrenten trafen. Mit finanzieller Unterstützung der Schweizer Gemeinde in der Provence beendete der Verein dann die Spielzeit 1908/09 als Überraschungssieger der Liga und qualifizierte sich für die Endrunde, in der er im Endspiel auf den hohen Favoriten CA Paris traf und diesen mit 3:2 besiegte. So gewann eine Elf, in der 10 Schweizer und ein Engländer kickten, den ersten französischen Titel für einen Verein, der nicht aus einer der oben genannten „Hochburgen“ stammte. Marseille war übrigens nicht der einzige Verein, in dem anfangs weniger Franzosen als Ausländer spielten; in diesen Jahren führten die verschiedenen Verbände des Landes nach und nach „Inländerquoten“ ein. Anfangs reichte es danach, wenn mindestens drei Franzosen aufliefen.
1910 konnte Stade Helvétique seinen Triumph zwar nicht wiederholen (2:7-Endspielniederlage gegen US Tourcoing), aber 1911 stellte der Klub die Verhältnisse durch den zweiten Titelgewinn (3:2 gegen Racing Club de France Paris) erneut auf den Kopf. 1912 scheiterte Marseille, zum vierten Mal in Folge Südküstenmeister, in der Endrunde vorzeitig am späteren Titelgewinner Stade Raphaëlois aus der benachbarten Côte-d’Azur-Liga, aber 1913 folgte die dritte französische USFSA-Meisterschaft durch einen 1:0-Sieg über den FC Rouen.

## Der „Absturz aus dem Frieden“ – und aus dem Fußball
In der letzten Vorkriegssaison wurde der Verein zum sechsten Mal in Folge Südküstenmeister, scheiterte aber erneut vorzeitig am FC Lyon. Im August 1914 stellte Stade Helvétique – wie praktisch alle Vereine in Frankreich – kriegsbedingt den Spielbetrieb ein und 1916 löste sich der Klub ganz auf, weil viele Schweizer in ihr Heimatland zurückgingen.
Zwar wurde der Verein nach dem Krieg nicht wiedergegründet, aber die Begeisterung für Fußball blieb in Marseille, welches heute mit l’OM einen der Spitzenklubs Frankreichs beheimatet.

## Ligazugehörigkeit und Erfolge
- Landesmeister des Championnat de France der USFSA: 1909, 1911, 1913 (und Vizemeister 1910)